# Kennebunkport
Kennebunkport es un pueblo costero ubicado en el condado de York, en el sur del estado estadounidense de Maine. En el Censo de 2010 tenía una población de 3.474 habitantes y una densidad poblacional de 27,18 personas por km².  Se trata del lugar vacacional de la Familia Bush. 

## Geografía
La pequeña ciudad está situada en el borde del río Kennebunk, a 1,5 km de su desembocadura en el océano Atlántico. Es la prolongación oceánica de la ciudad de Kennebunk. Kennebunkport se encuentra ubicado en las coordenadas 43°22′1″N 70°25′50″O / 43.36694, -70.43056. Según la Oficina del Censo de los Estados Unidos, Kennebunkport tiene una superficie total de 127.81 km², de la cual 53.15 km² corresponden a tierra firme y (58.41%) 74.66 km² es agua.

## Demografía
Según el censo de 2010, había 3.474 personas residiendo en Kennebunkport. La densidad de población era de 27,18 hab./km². De los 3.474 habitantes, Kennebunkport estaba compuesto por el 98.01% blancos, el 0.23% eran afroamericanos, el 0.09% eran amerindios, el 0.66% eran asiáticos, el 0% eran isleños del Pacífico, el 0.35% eran de otras razas y el 0.66% pertenecían a dos o más razas. Del total de la población el 0.86% eran hispanos o latinos de cualquier raza.

## Turismo
Kennebunkport fue históricamente un puerto de pesca y un puesto de construcción de barcos de pesca. Se convirtió en el siglo XX un lugar de resorts de lujo de Nueva Inglaterra. Su centro histórico comprende numerosas tiendas de recuerdos, galerías de arte y restaurantes que ofrecen la especialidad local, el homard.
La atracción turística de Kennebunkport está situada en Walker's Point. Es la residencia de verano del anciano presidente George H. W. Bush, construida por su abuelo George Herbert Walker. Durante su presidencia, Bush invitó a Jefes de Estado y de Gobierno tales como Margaret Thatcher y Mijaíl Gorbachov. En 2007, su hijo, el también presidente George W. Bush, invitó al presidente ruso Vladímir Putin y al francés Nicolas Sarkozy.